# لويس أوزاوا تشانغتشين
لويس أوزاوا تشانغتشين (بالإنجليزية: Louis Ozawa Changchien)‏ مواليد 11 أكتوبر 1975 في كوينز، نيويورك، الولايات المتحدة، هو ممثل أمريكي بدأ مسيرته الفنية سنة 1999.

## الأعمال
- لعبة عادلة
- مفترسات
- ميراث بورن
- طيفي
- عملاء شيلد
- دم حقيقي
- الرجل في القلعة العالية
- مدنايت كلاب: لوس أنجلوس
- جراند ثفت أوتو: ذا لوست أند دامد

## روابط خارجية
- لويس أوزاوا تشانغتشين على موقع IMDb (الإنجليزية)
- لويس أوزاوا تشانغتشين على موقع ألو سيني (الفرنسية)
- لويس أوزاوا تشانغتشين على موقع ميوزك برينز (الإنجليزية)
- لويس أوزاوا تشانغتشين على موقع أول موفي (الإنجليزية)
- لويس أوزاوا تشانغتشين على موقع قاعدة بيانات الأفلام السويدية (السويدية)
- لويس أوزاوا تشانغتشين على موقع قاعدة بيانات الفيلم (الإنجليزية)
- لويس أوزاوا تشانغتشين على موقع كينوبويسك (الروسية)